# Heaton-with-Oxcliffe
Heaton-with-Oxcliffe – civil parish w Anglii, w hrabstwie Lancashire, w dystrykcie Lancaster. Leży 76 km na północny zachód od miasta Manchester i 336 km na północny zachód od Londynu. W 2001 miejscowość liczyła 2225 mieszkańców.